# Egon Daldorf
Egon Daldorf (* 1933 in Witten) ist ein deutscher Philosoph.

## Leben
Nach Ausbildung und insgesamt 40-jähriger Tätigkeit in einem naturwissenschaftlichen Beruf in der Chemischen Industrie, studierte Daldorf Philosophie, Germanistik und Psychologie an der Heinrich-Heine-Universität Düsseldorf und schloss das Studium 2000  mit einem Magister Artium ab. 2004 promovierte er mit einer Arbeit zum Leib-Seele-Geist-Verhältnis unter Dieter Birnbacher. Seitdem veröffentlicht er in regelmäßigen Abständen Beiträge im Bereich der Philosophie des Geistes unter Berücksichtigung aktueller Entwicklungen in den Geistes- und Sozialwissenschaften.

## Schriften
- Egon Daldorf, 2005. Seele, Geist und Bewusstsein: Eine interdisziplinäre Untersuchung zum Leib-Seele-Verhältnis aus alltagspsychologischer und naturwissenschaftlicher Perspektive. Würzburg: Königshausen & Neumann, 273 Seiten.
- Egon Daldorf, 2006. Zur Ontogenese des Geistes: Über die Ontogenese des menschlichen Geistes unter Rückgriff auf die Entwicklung des psychologischen Selbst und des Gehirns. (PDF; 121 kB) Münster: Agenda Verlag, ISBN 978-3-89688-282-0, 24 Seiten.
- Egon Daldorf, 2007. Eine kritische Analyse der Begriffe Bewusstsein und Selbstbewusstsein. (PDF; 106 kB) Münster: Agenda Verlag, ISBN 978-3-89688-314-8, 6 Seiten.
- Egon Daldorf, 2008. Willensfreiheit versus Determinismus: Eine Untersuchung zur Willensfreiheit-Determinismus-Diskussion aus einer systemtheoretisch-funktionalistischen Perspektive. Münster: Agenda Verlag, ISBN 978-3-89688-352-0, 28 Seiten.
- Egon Daldorf, 2012. Systemtheoretische Anthropologie: Mit einem Beitrag von Dieter Birnbacher. Düsseldorf: Düsseldorf University Press, 167 Seiten.
- Egon Daldorf, 2014, Über das Gleichgewicht – Ein Ansatz zur Entwicklung einer allgemeinen Gleichgewichtslehre. Münster: Agenda Verlag, ISBN 978-3-89688-517-3, 47 Seiten.

| Personendaten    | Personendaten                 |
| ---------------- | ----------------------------- |
| NAME             | Daldorf, Egon                 |
| KURZBESCHREIBUNG | deutscher Philosoph und Autor |
| GEBURTSDATUM     | 1933                          |
| GEBURTSORT       | Witten                        |